# Rhûn
(Aragorn, La Compagnia dell'Anello)
Il Rhûn è una regione di Arda, l'universo immaginario fantasy creato dallo scrittore inglese J.R.R. Tolkien.

## Geografia, flora, fauna e clima
È situata nella parte più orientale della Terra di Mezzo, infatti, il termine in Sindarin significa Est.
Occupa tutta la parte a est del Rhovanion e tutta quella attorno ad un grande lago, il Mare del Rhûn. È abitata dagli Esterling, spesso alleati di Sauron poiché lì erano i suoi domini originari, prima di spostarsi a Mordor. 
A ovest del Mare del Rhûn si stendono grandi pianure, dove un tempo i signori di Gondor stabilirono degli insediamenti per arginare gli Esterling.
All'estremo Est vi sono grandi catene montuose, gli Orocarni, dove si sono stabilite tre delle Sette Case dei Nani; nei pressi delle montagne vi è una regione nota come Dorwinion, forse abitata ancora nella Terza Era da Elfi Avari e da cui proviene un vino pregiato.

## Popolazioni
Le popolazioni orientali hanno carnagione olivastra, con capelli e occhi scuri.
Nell'estremo Est della regione potrebbero vivere ancora Elfi Avari e, sugli Orocarni, vivono fin dai Tempi Remoti tre delle Sette Case dei Nani, precisamente le stirpi dei Pugniferro, dei Barbedure e dei Piediroccia.
La zona occidentale è comunque stata per secoli provincia del Regno di Gondor, dopo la conquista da parte del re Romendacil I, che vi fondò alcune città e vi costruì fortezze e valli fortificati di difesa.

## Il Mare del Rhûn
Si tratta di un grande lago salato situato nell'omonimo regno, costeggiato da basse montagne a sud-ovest e da una foresta a nord-est; questo lago ha come affluenti il Celduin (o Fiume Fluente) a nord-ovest e altri piccoli fiumi, di cui non è noto il nome, a sud-est.
Pare che il Mare del Rhûn e il mare interno di Núrnen fossero ciò che rimase del Mare Interno di Helcar che molto probabilmente venne distrutto durante la Guerra d'Ira alla fine della Prima Era.
Dal sindarin significa Mare dell'Est.